# Митта, Евгений Александрович
Евге́ний Алекса́ндрович Митта́ (род. 11 июня 1963, Москва) — российский художник и актёр. 

## Биография
В 1976 году снялся в фильме «Сказ про то, как царь Пётр арапа женил». В 1988 году окончил Московский государственный художественный институт им. В. Сурикова. В 1989 году совместно с Айдан Салаховой и Александром Якутом выступил соучредителем Первой галереи — первой частной художественной галереи в России. В 1994 году вступил в Московский Союз художников.
В 2005 году создал в пространстве «АРТСтрелки» художественную галерею Paperworks.
В сентябре 2020 года подписал письмо в поддержку протестных акций в Беларуси.
Проживает в Италии.

### Семья
- Отец — Александр Наумович Митта (1933—2025), советский и российский режиссёр, сценарист, актёр.
- Мать — Лилия Моисеевна Майорова (6 февраля 1928 — 14 ноября 2022), художник.
- Жена — Елена Баканова, искусствовед, галерист.
- Сын — Александр Митта. Дочь — Ева Митта[4].

## Работы находятся в собраниях
- Министерство культуры РФ, Москва.
- Пражская Национальная галерея, Прага, Чехия.
- Flash Art Collection, Нью-Йорк, США.
- P.Sprovieri, Рим, Италия.
- F. Cadot, Париж, Франция.
- R. Kushner, Нью-Йорк, США.

## Персональные выставки
- 1996 — «Объекты для медитации». XL Галерея, Москва.
- 1993 — Patricia Shea Gallery, Лос-Анджелес, США.
- 1990 — F. Cadot Gallery, Нью-Йорк, США.
- 1990 — Первая галерея, Москва.

## Работы в кино

### Актёр
- 1969 — «Гори, гори, моя звезда» — зритель
- 1972 — «Точка, точка, запятая…» — ученик 2 класса
- 1974 — «Домби и сын» (фильм-спектакль) — Поль, сын мистера Домби
- 1976 — «Сказ про то, как царь Петр арапа женил» — Ванюша Ртищев
- 1976 — «Степной король Лир» (фильм-спектакль) — Митя
- 1988 — «Чёрный монах» — эпизод
- 2011 — «Краткий курс счастливой жизни» — друг семьи Лапшиных
- 2014 — «Да и да» — покупатель картины
- 2014 — «Майские ленты» — Эдуард
- 2022 — «Обоюдное согласие» — адвокат Доринова

### Режиссёр
- «Олег Кулик: Вызов и Провокация» (документальный фильм), 2008.
- «Виноградов и Дубосарский: Картина на заказ» (документальный фильм), 2009.

### Художник-постановщик
- «8 ½ долларов», 1999
- «Прогулка», 2003